# Serpulopsis
Serpulopsis es un género de foraminífero bentónico de la subfamilia Tolypammininae, de la familia Ammodiscidae, de la superfamilia Ammodiscoidea, del suborden Ammodiscina y del orden Astrorhizida. Su especie-tipo es Serpula insita. Su rango cronoestratigráfico abarca desde el Frasniense (Devónico superior) hasta el Pennsylvaniense (Carbonífero superior).

## Discusión
Clasificaciones previas incluían Serpulopsis en el suborden Textulariina del orden Textulariida.

## Clasificación
Serpulopsis incluye a las siguientes especies:
- Serpulopsis aberrans †
- Serpulopsis insita †